# Naval (Biliran)
Naval ist eine Stadtgemeinde in der philippinischen Provinz Biliran. 
Naval ist Sitz der Provinzregierung der Provinz Biliran und auch Sitz des Bistums Naval. Zur Gemeinde gehört die Insel Higatangan; die Überfahrt dauert ca. 45 Min. Der ehemalige Präsident Ferdinand Marcos soll auf ihr während des Zweiten Weltkrieges gelebt haben.

## Baranggays
Naval ist politisch unterteilt in 26 Baranggays.
| - Agpangi - Anislagan - Atipolo - Calumpang - Capiñahan - Caraycaray - Catmon - Haguikhikan - Padre Inocentes Garcia (Pob.) - Libertad - Lico - Lucsoon - Mabini | - San Pablo - Santo Niño - Santissimo Rosario Pob. (Santo Rosa) - Talustusan - Villa Caneja - Villa Consuelo - Borac - Cabungaan - Imelda - Larrazabal - Libtong - Padre Sergio Eamiguel - Sabang |